# Cementiri de Bàscara
El Cementiri de Bàscara és una obra de Bàscara (Alt Empordà) inclosa a l'Inventari del Patrimoni Arquitectònic de Catalunya. Situat a l'est del nucli urbà de la població de Bàscara, al marge dret de la carretera GI-622 en direcció a Calabuig i les Roques.

## Descripció
Recinte de planta rectangular format per nínxols correguts adossats als murs laterals i d'altres distribuïts al mig del recinte, organitzant l'espai en diversos carrers. L'únic element destacable del conjunt és la porta d'accés al recinte, rectangular, emmarcada per dues pilastres rectangulars i decorada amb diverses motllures horitzontals i verticals. A la part superior hi ha el nom i l'any de construcció, 1934, i està rematada amb una cornisa motllurada. La porta és de ferro decorada. La tanca està arrebossada i pintada de color marró, amb els elements decoratius emblanquinats.